# 9K37
9K37 ブーク（ロシア語: 9К37 «Бук» ヂェーヴィャチ・カー・トリーッツァチ・スィェーミ・ブーク）は、ソビエト連邦で開発された中・低高度防空ミサイル・システムである。
評価の高かった2K12 クープの後継種として計画されたもので、開発はNIIPとヴィーンペルが担当した。愛称はロシア語で「ブナの木」の意味。NATOコードネームでは、SA-11 ガドフライ（Gadfly：牛虻）と呼ばれる。このシステムの輸出型はガーンク（«Ганг» ガーンク、ガンジス川の意）として知られている。

## 概要
ブーク対空ミサイルシステムは、大きく以下の要素で構成される。
- 9M38（ロシア語版）：ミサイル本体。
- 9A310（ロシア語版）：追尾レーダー付き自走式ランチャー
- 9A39（ロシア語版）：予備ミサイル運搬・再装填機能付き自走式ランチャー
- 9S18（ロシア語版）：自走式三次元式対空目標捜索・捕捉レーダー
- 9S470（ロシア語版）：射撃指揮統制車

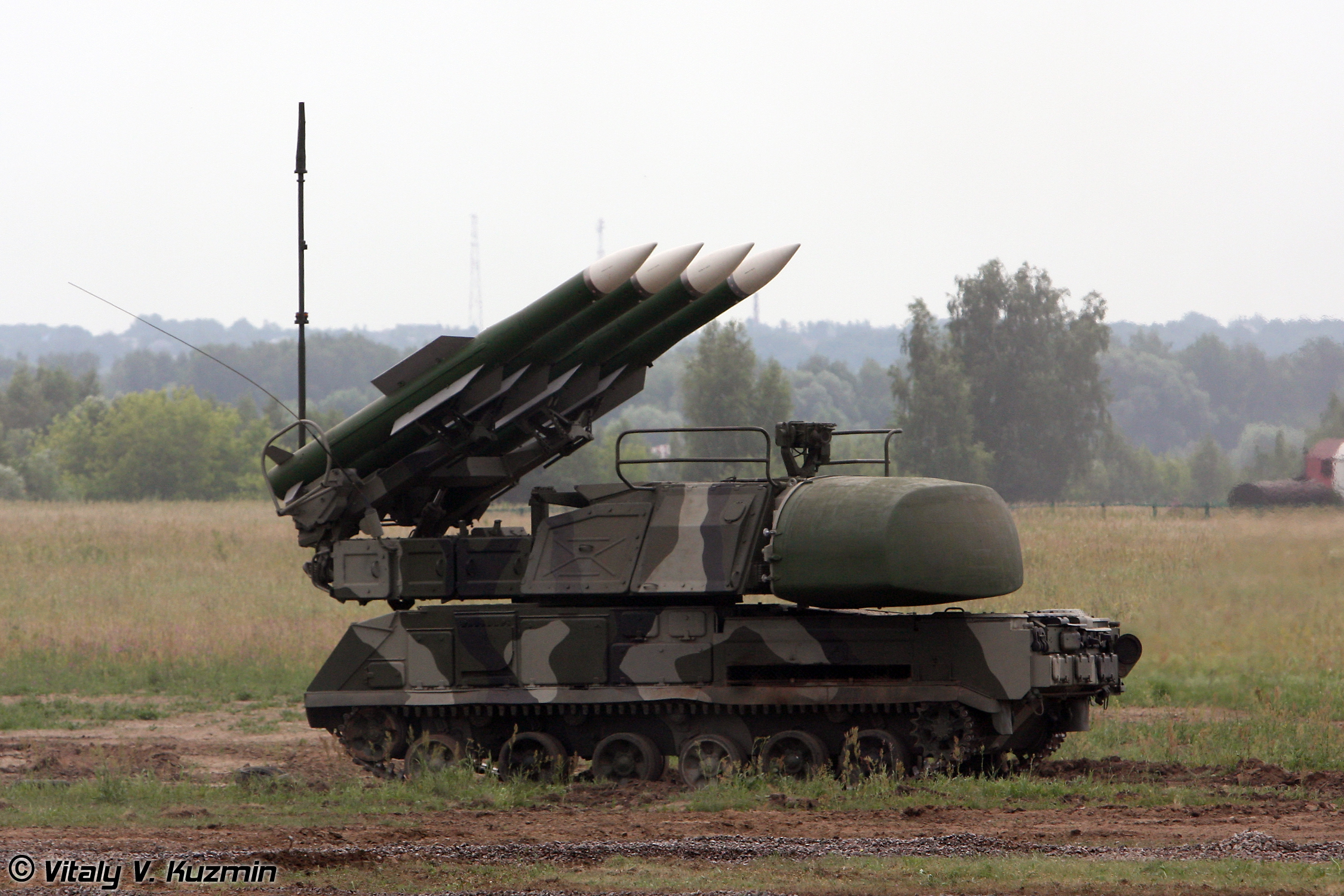
9A310追尾レーダー付き自走式ランチャー。 ミサイル先端方向下側の、かまぼこ型の部分が追尾レーダーを収めたレドーム。
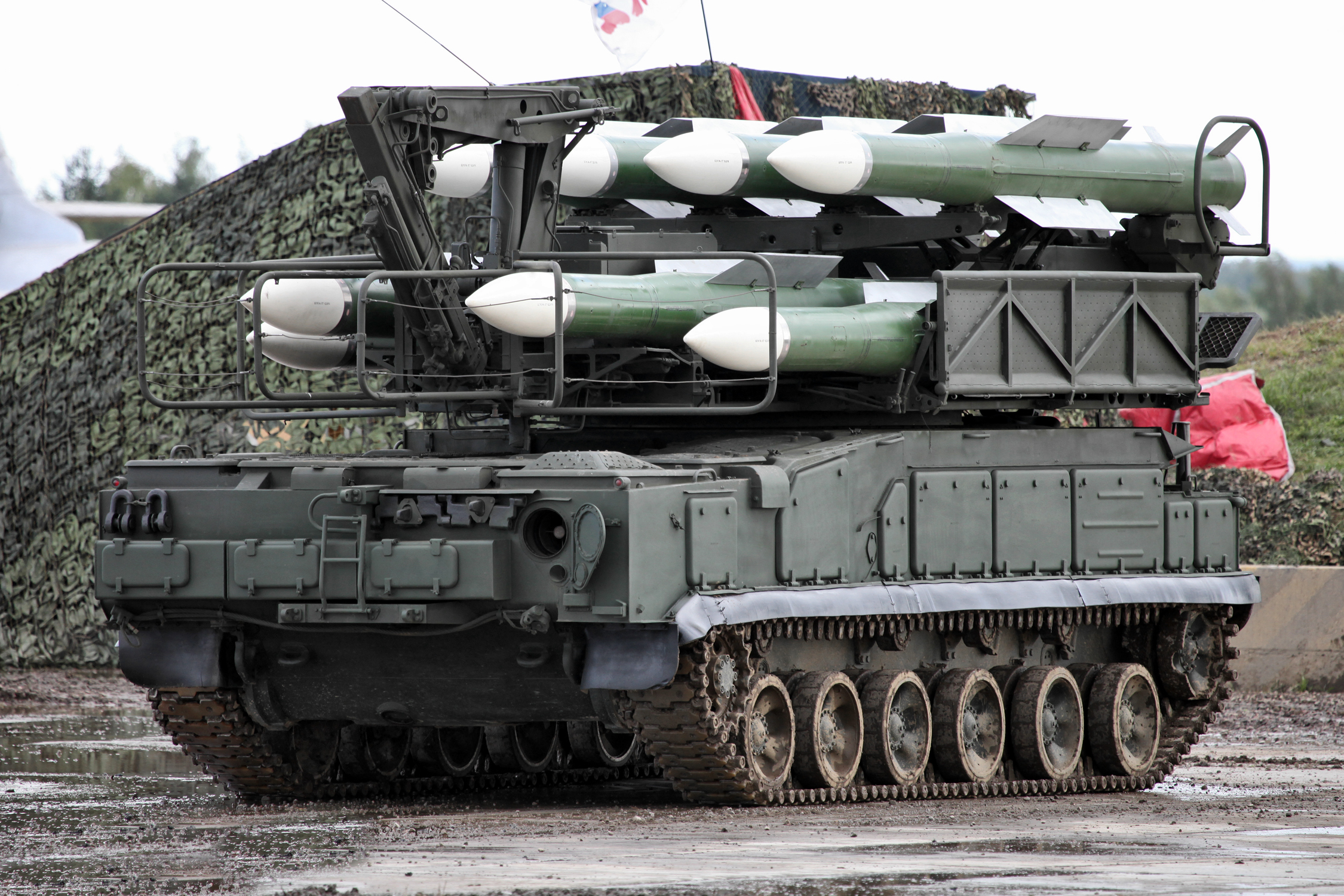
9A39予備ミサイル運搬・再装填機能付き自走式ランチャー。 上段の4連装ランチャー（9A310と同型）のほか、下段に4発の予備ミサイルと再装填用クレーンを有する。
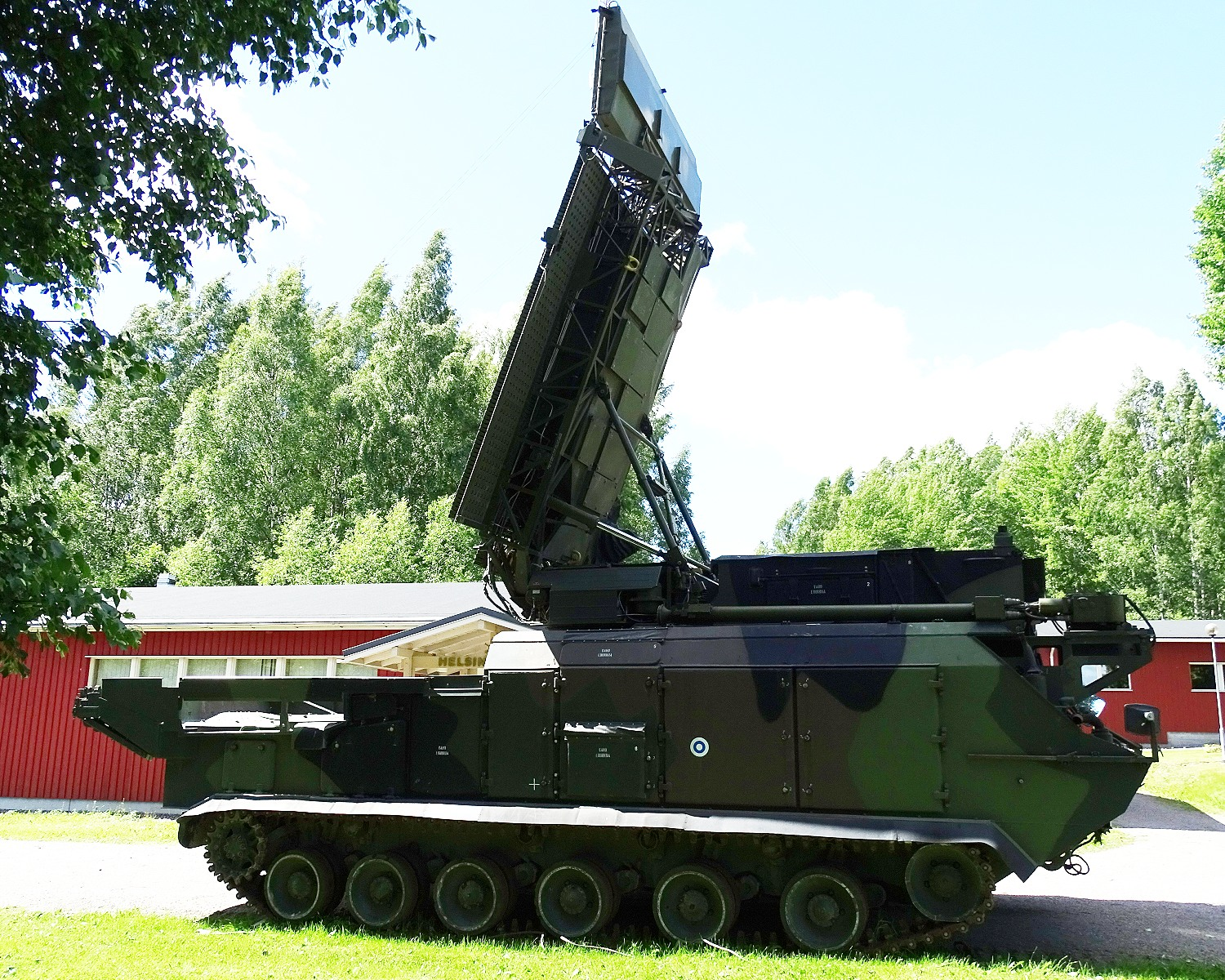
9S18自走式目標捜索・捕捉レーダー。
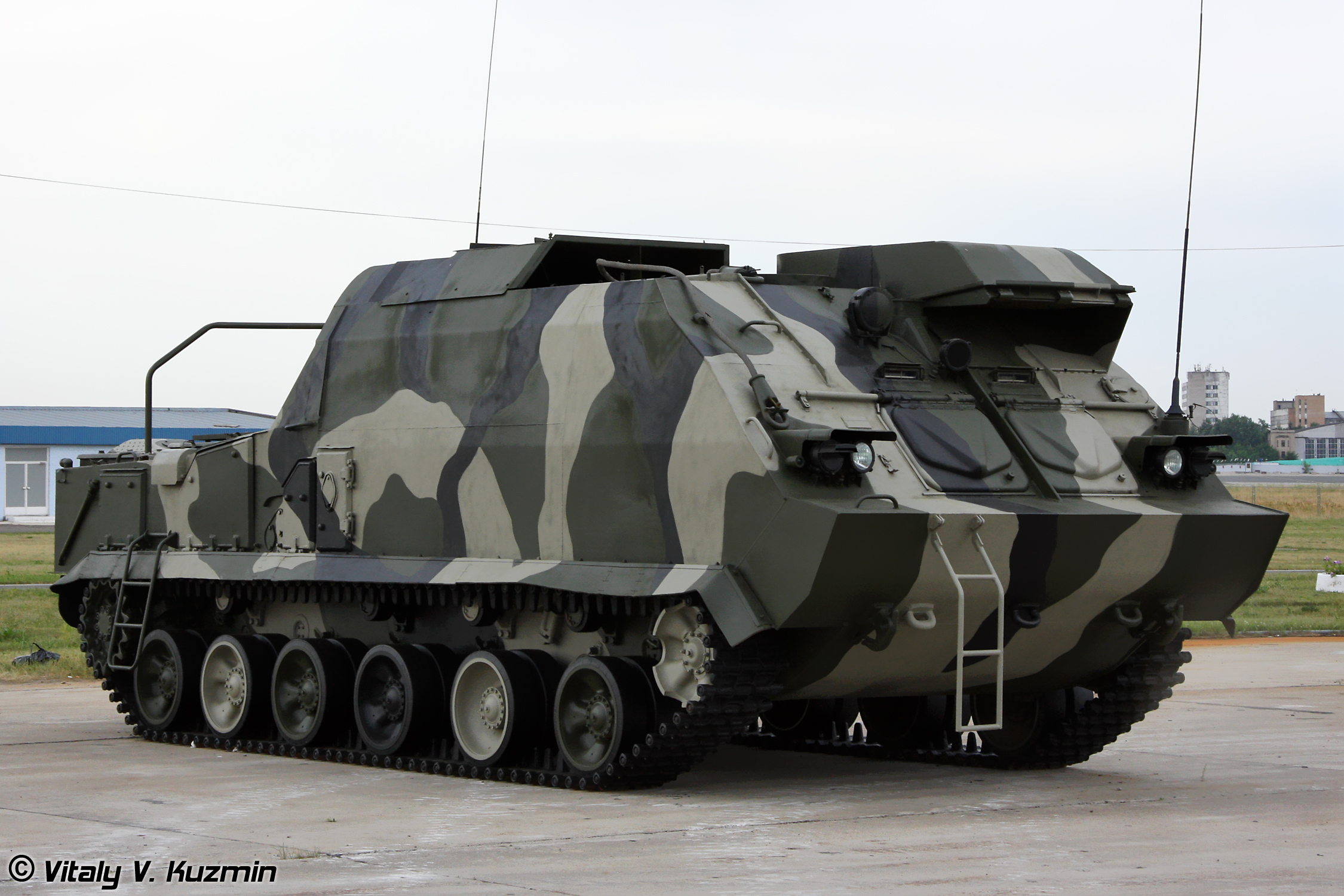
9S470射撃指揮統制車。ブークシステムの射撃指揮機能はこの車両に集約されている。

### 開発
ミサイルは中高度・中射程のセミアクティブ・レーダー・ホーミング誘導方式を採用しており、固体燃料ロケットエンジンを搭載している。
前任の2K12よりTELへの搭載数・射距離・高度・速度・誘導精度・弾頭重量のすべての面において強化されている。また、2K12では1目標しか迎撃できなかったが、9K37では同時に6目標を迎撃可能になった。9K37はジェット機やヘリコプターのような機動力に富む航空機や巡航ミサイルを迎撃するために設計された。

### レーダー
9K37は9S18 チューブアームT / 9S18M1 スノードリフト（ロシア語: СОЦ 9C18 «Купол»）監視レーダーと9S470 / 9S470M1 ファイアードームH/I-band追跡迎撃レーダーを組み合わせて使用する。9S18M1監視レーダーは目標の高度・方位・目標からの距離などの情報を収集し、最大85kmの探知距離を持っている、100mの高度で低空飛行をする目標を35kmの範囲内で探知でき、それよりさらに低空飛行をする目標をも10-20kmの範囲内で探知できる。
9S470M1は単パルス式レーダーで、32km範囲以内のミサイル、高度15,000-22,000メートル以内の航空機を追跡でき、最大3基のミサイルを目標まで誘導する能力を持つ。また、9K37システムは結果的に2K12よりかなり強化されたECCM能力（対ECM / ジャミング能力）を持っている。そのほかに、レーザーを利用した光学追跡システムを追加装備することもできるが、標準ではない。
艦船発射型であるSA-N-7は300kmの探知距離を持つMR-750 3次元レーダーと追跡距離30kmを持つ3R90 フロストドーム H/I-band追跡迎撃レーダーを組み合わせて使用する。

## 派生型
3K90 M-22 ウラガーン（ロシア語: «Ураган»
「疾風」の意）、NATOコードネーム：SA-N-7、9K37の艦船発射型。輸出型はシュチーリ（ロシア語: «Штиль»：「凪」の意）として知られている。
9K37M1-2 ブークM1-2、NATOコードネーム
SA-17 グリズリー、SA-N-12、9K37の強化型。
9K317 ブークM2（NATOコードネーム：SA-17グリズリー）
ブークM1-2の全面的改良型で、以下の要素が変更された。
- ミサイルは、新型の9M317のみを使用。
- 追尾レーダー付自走式ランチャーは、追尾レーダーをフェーズドアレイ式の9S36（ロシア語版）に換装した9A317に変更。
- 予備ミサイル運搬・再装填機能付き自走式ランチャーも、9A316に変更。

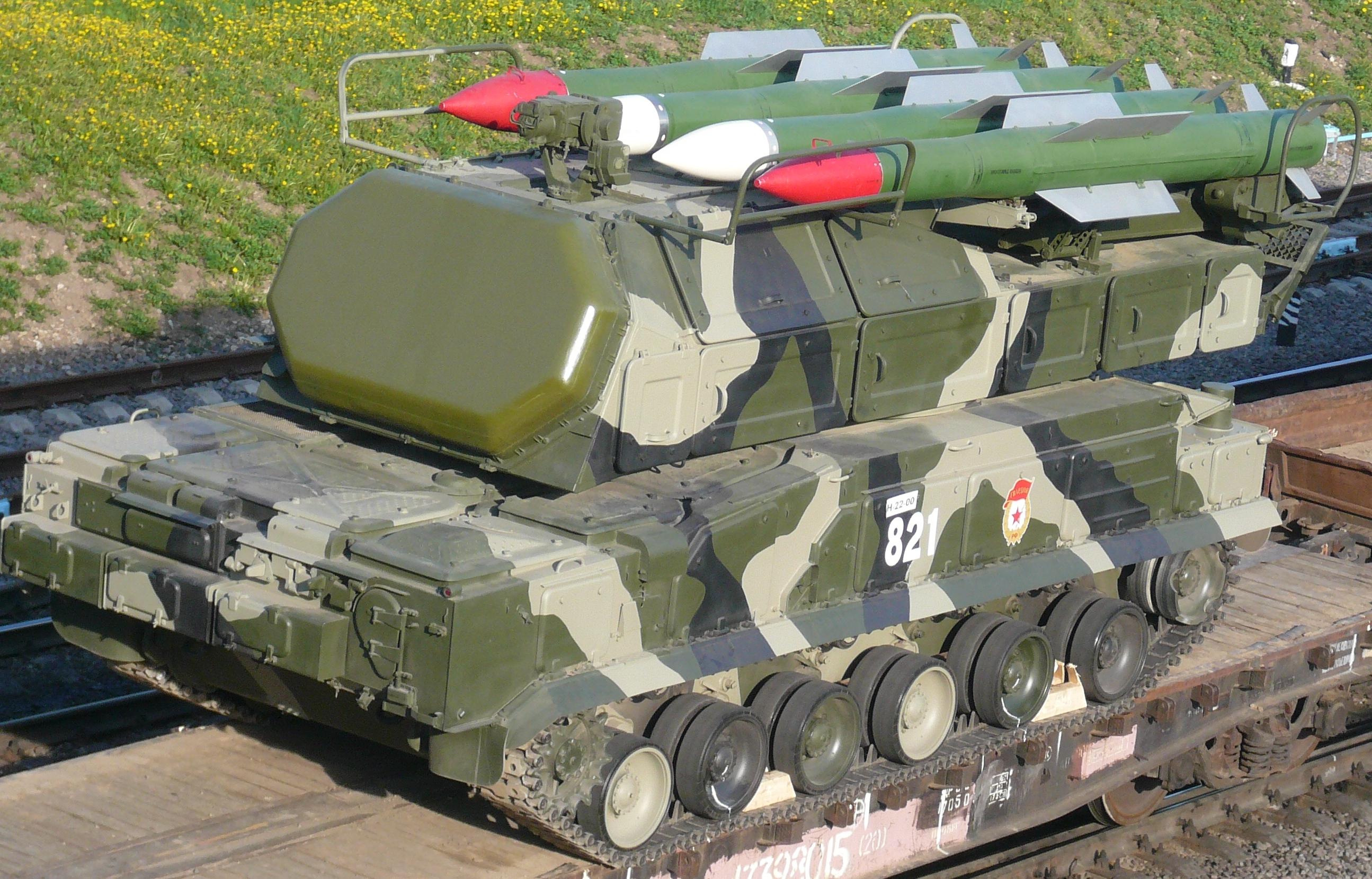
9A317 追尾レーダー付き自走式ランチャー。 ミサイル先端方向下側のレドームが、大幅に小型化されたことに注目。
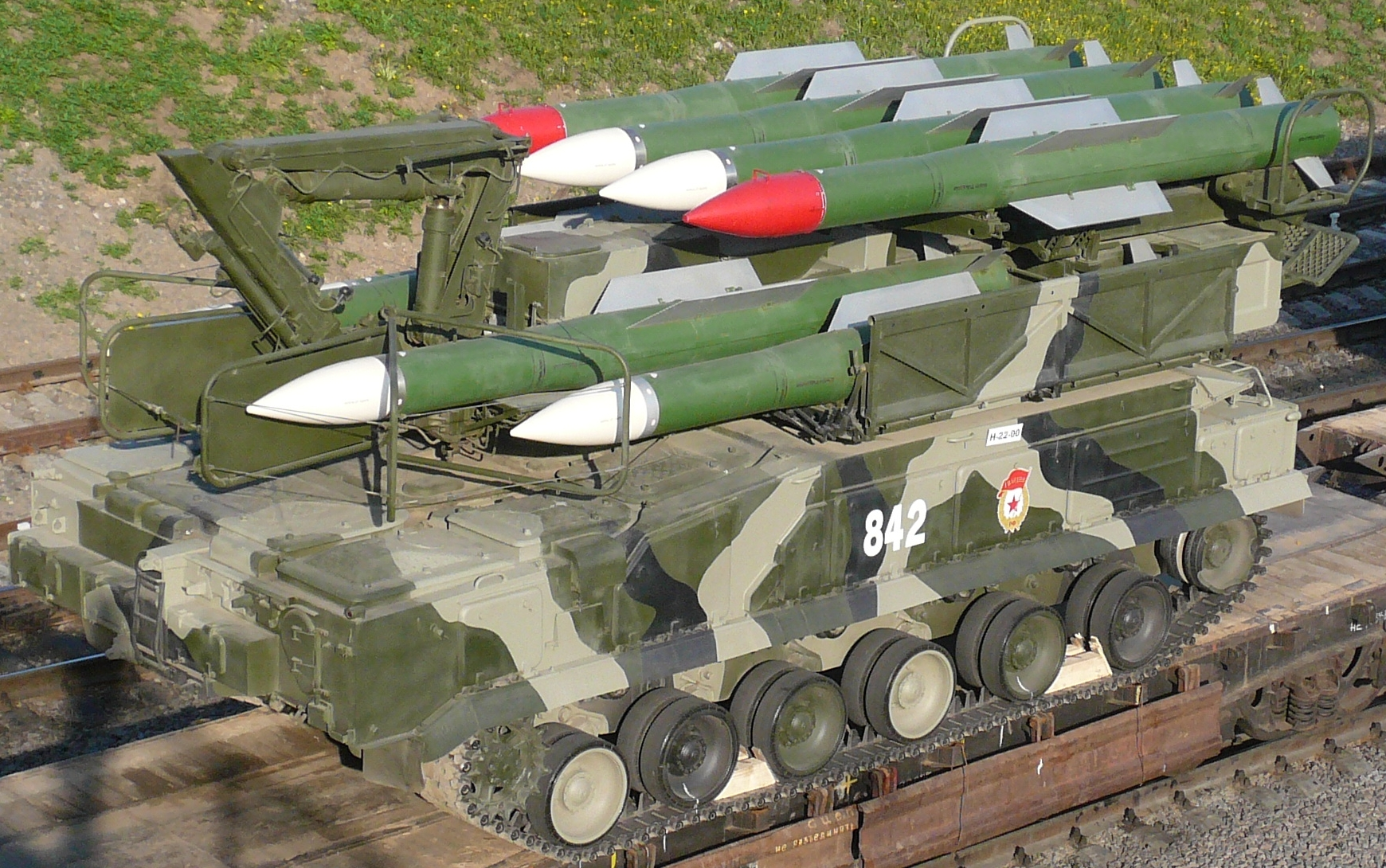
9A316 予備ミサイル運搬・再装填機能付き自走式ランチャー。 外見上は、従来型の9A39から大きな変更は見られない。

9K317M ブークM3（NATOコードネーム：SA-27ゴルーム）
ブークシリーズの全面的改良型で、以下の要素が変更された。
- ミサイルは、最新型の9M317Mを使用。このミサイルは今までの9M38/9M317と異なり、円筒形キャニスターに封入されたままでランチャーに装着される。
- 追尾レーダー付き自走式ランチャーは、9A317Mに変更。従来のブークシリーズのランチャーが4連装だったのに対して、こちらは6連装となっている。
- 追尾レーダーの無い自走式ランチャーは、9A316Mに変更。こちらは従来の追尾レーダーの無い自走式ランチャーと異なり、再装填機能が省略された代わりに、ミサイルの搭載数が12発に増えた。
  - このため、ミサイルの再装填には別途9T243Mという車両が必須である。

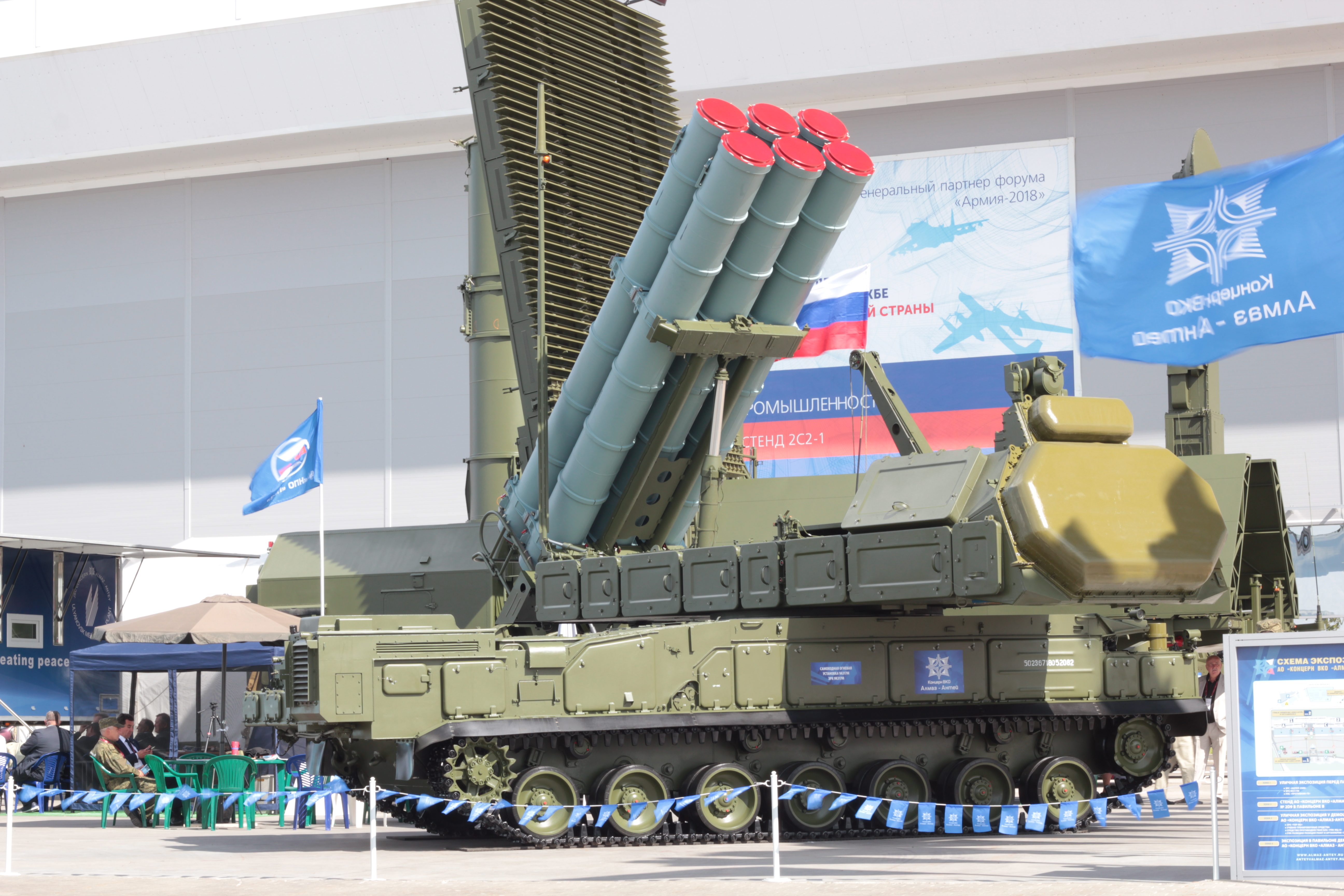
9A317M 追尾レーダー付き自走式ランチャー。 4連装式のレール式ランチャーから、6連装の円筒形キャニスターにランチャーが替わっていることに注目。
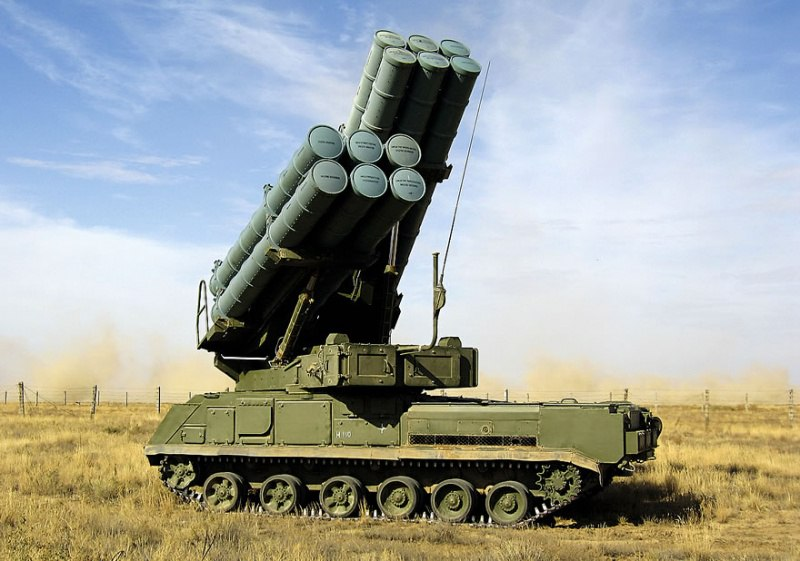
9A316M 自走式ランチャー。 予備ミサイルの運搬・装填能力を失った代わりに、12発全てのミサイルが即応状態になっている。

## 使用国

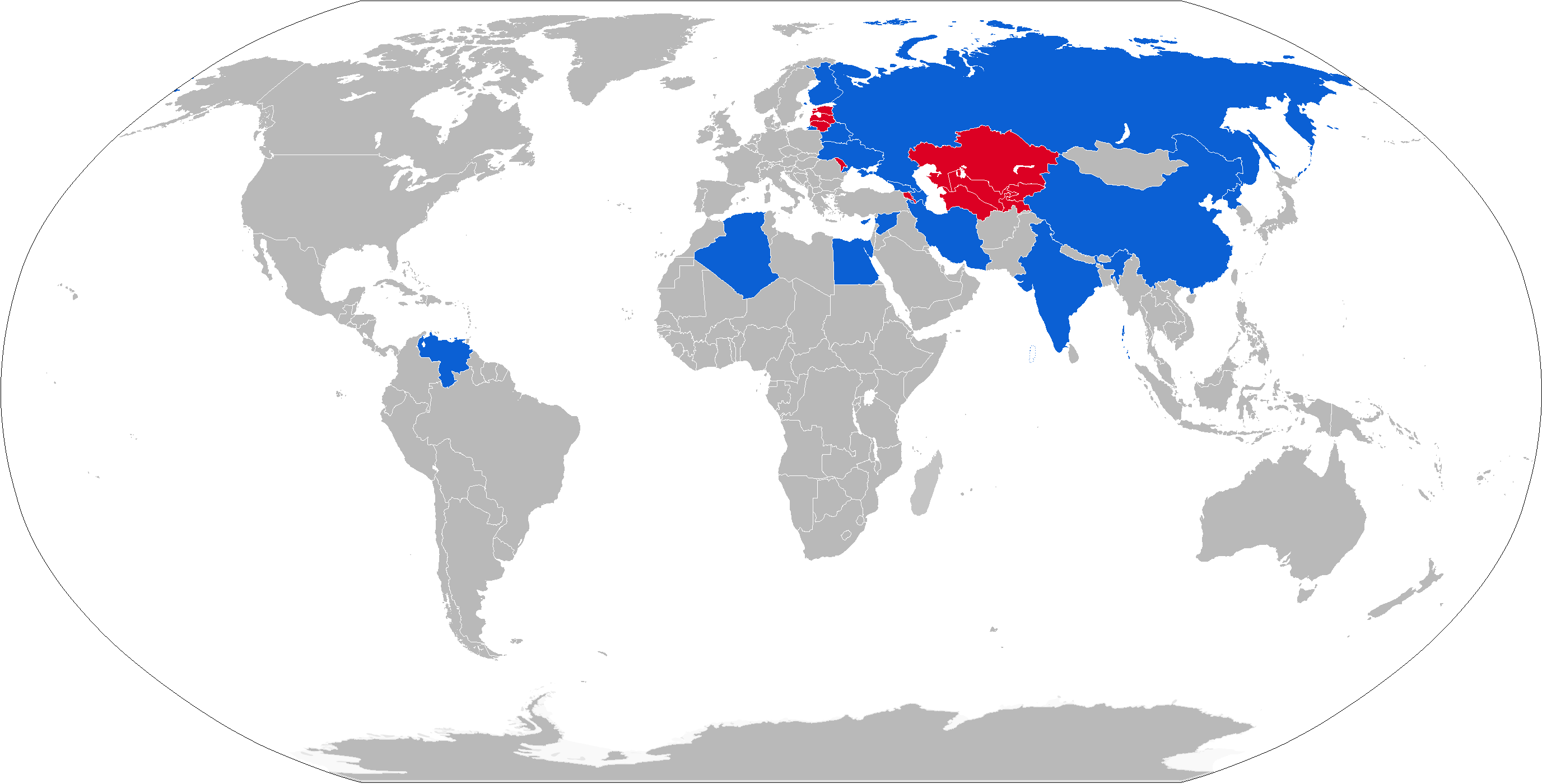
青がBUKの現保有国。赤が旧保有国。

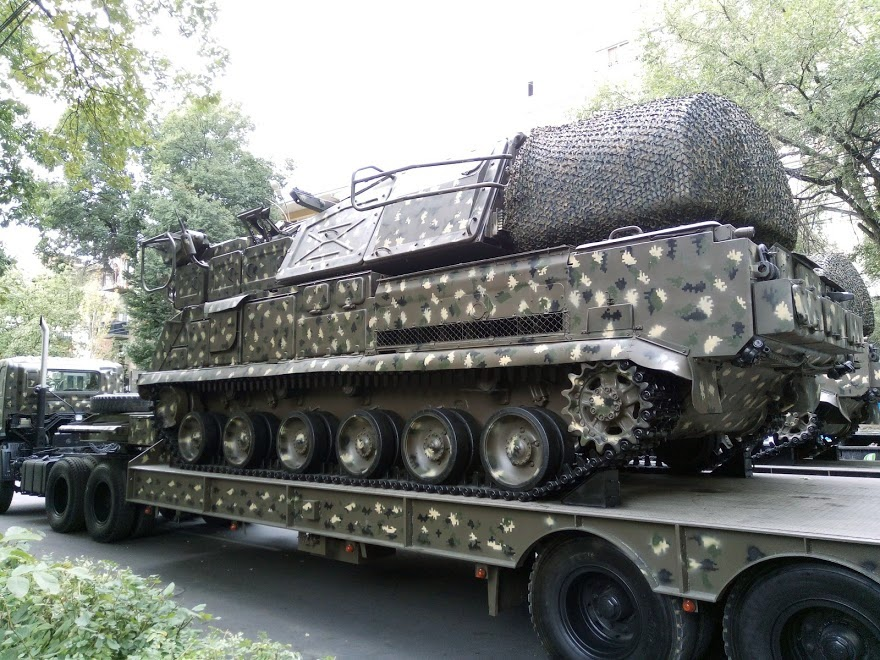
Buk-M1-2。アルメニア陸軍。

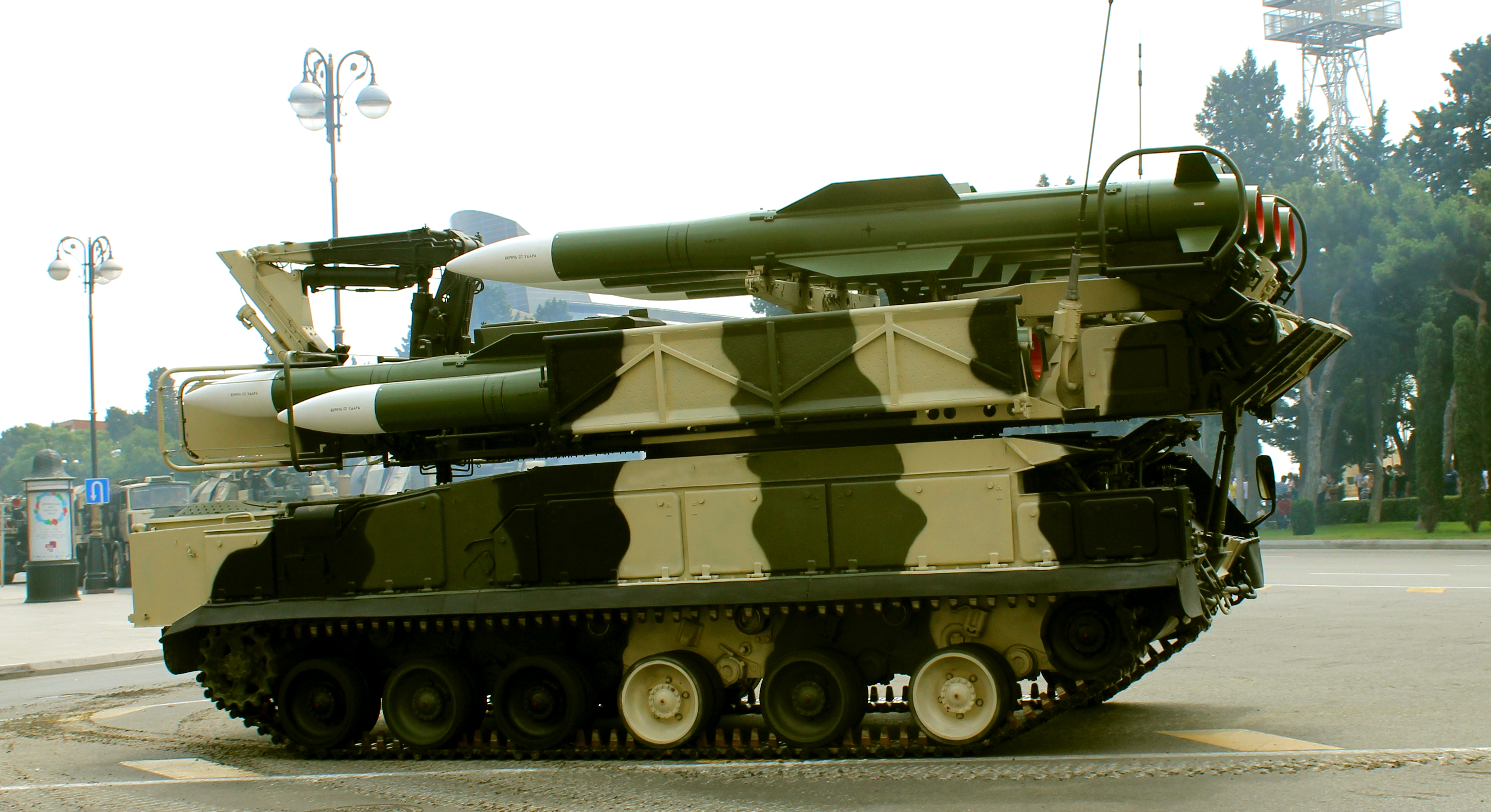
9K37 Buk。アゼルバイジャン。

### 現役
- アルジェリア[1] 48セットのBuk-M2。
- アルメニア[2]
- アゼルバイジャン[3] - 2024年時点で、アゼルバイジャン空軍がBuk-M1とBuk-MBを保有[4]。
- ベラルーシ[5] – 2016年に12セットが配備。

- キプロス [6]

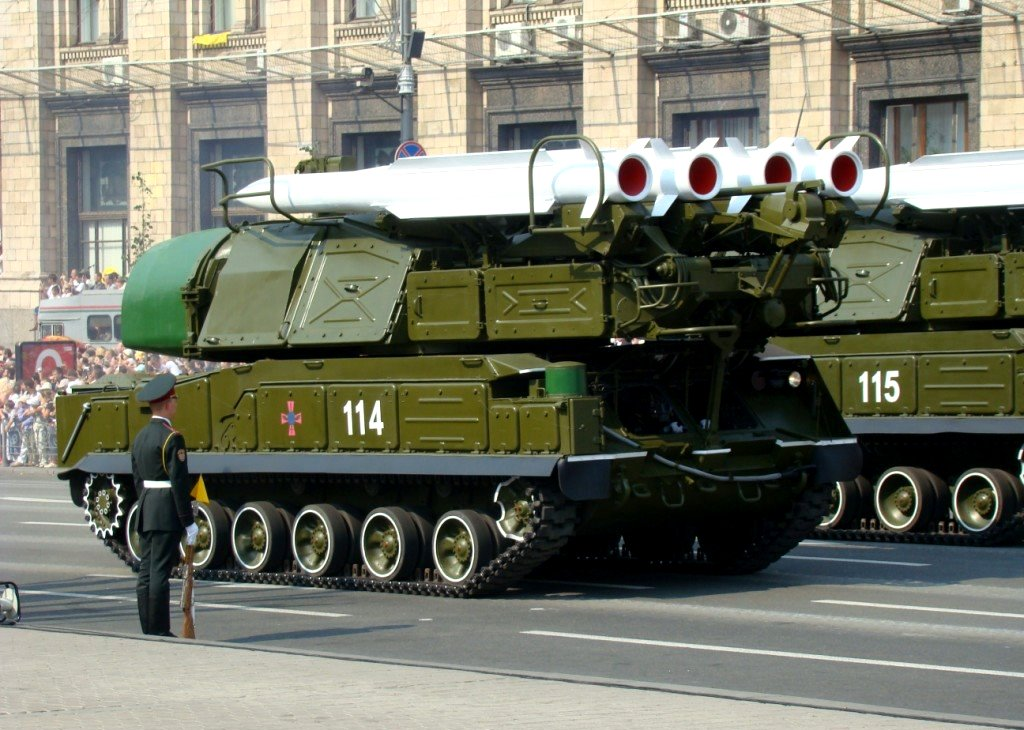
ウクライナの9K37 Buk。キエフ独立記念日パレード (2008年)

- エジプト – Buk-M1 と Buk-M2 派生型[7]
- ジョージア[8]
- インド[9]
- カザフスタン – 1セットのBuk-M2Eを2018年に発注し、2021年に到着[10]
- イラン
- 朝鮮民主主義人民共和国[11]
- パキスタン[12][13][14]
- 中国[15] – 艦載用にVLS化された派生型HQ-16。これは中国とロシアの合同プロジェクトで、海軍用9K37M1-2'Shtil' (SA-N-12)の改良型
- ロシア – 440セット以上の9К37と9К317が2016年時点で存在 (内訳は陸軍350、空軍80)[16][17][18][19]。 9К37は新型の9К317 Buk M2に置き換える計画で、2020年時点では70％以上が完了[20][21]。2016年に1個大隊のBuk-M3が配備[要出典]。66セットのBuk-M-1-2と36セットのM2と36セットのM3が2012年～2017年に配備[22]。2017年12月に3個ミサイル旅団が完全にBuk-M3化[要出典]。 2020年の早期に7個旅団分のBuk-M3が発注された[23]。 (参照：List of equipment of the Russian Ground Forces)

- シリア[24] 2011年にロシアから8セットの9К317E Buk-M2Eが到着して陸軍に配備(ストックホルム国際平和研究所の武器移転データベースによる)。さらに10/8[25] Buk-M2Eが防空軍に[26]。さらに20セットのBuk-M1-2[27]。

- ウクライナ[28] – 72セットの9K37M1が2016年に存在[29]。手持ちの標準型Buk M1-2 standard planned.[30]
- ベネズエラ (20セット発注).[31]

### 旧運用者
- フィンランド – 1996年からフィンランドはこのミサイルをロシアから（債務と引き替えに）受領して運用していた[32]。電子戦に対する懸念から、フィンランドはこのミサイルをNASAMS 2に置き換えることにした[33][34][35]。フィンランドは依然として配備してはいるが、大部分は貯蔵状態にある。戦時に備えて全機が稼働可能な状態を維持しているとしている[36]。

### 導入検討
アルゼンチン: ロシアはBuk-M2Eの導入をアルゼンチン空軍に対して働きかけている。

### キャンセル
- ブルガリア
- チェコスロバキア
- 東ドイツ
- ハンガリー
- ポーランド
- ルーマニア

1990年以前、9K37M1E "Gang" はワルシャワ条約機構の構成国への導入が予定されていたが、実現する前に機構が消滅(ソ連崩壊)した。

## 実戦投入
- 2022年ロシアのウクライナ侵攻 - ロシアは多数のブークを投入。対するウクライナ側はブークに対してドローンなどによる攻撃を加え続けた。2024年11月、ウクライナ政府は戦争が始まって以来、1000基目のブークを破壊したとする映像を公開した[39]（ただし、前出の配備数との間には大きな差があることに留意する必要がある）。